# McG
Joseph McGinty Nichol, mais conhecido como McG, (Kalamazoo, 9 de agosto de 1968) é um diretor e produtor norte-americano. Começou sua carreira na indústria musical, produzindo alguns álbuns e alcançou a fama ao dirigir o filme Charlie's Angels em 2000. Recentemente também produziu e dirigiu Terminator Salvation e This Means War.

## Biografia
Joseph McGinty Nichol nasceu na cidade de Kalamazoo em 1968 e cresceu em Newport Beach. Seu avô e seu tio também se chamavam Joseph e sua mãe resolveu o apelidar de McG para evitar confusão. Joseph tinha também um irmão e seu pai era dono de uma empresa especializada em produtos farmacêuticos.
Estudou na Corona del Mar High School, onde conheceu Mark McGrath e teve o sonho de se tornar vocalista de uma banda que formou com Mark, porém Joseph não conseguiu ser o vocalista e passou a liderança da banda para Mark. Aos 22 anos ingressou na Universidade de Irvine e adquiriu seu Bachelor of Arts. McG trabalhou como fotógrafo de bandas locais e tempos depois criou a gravadora G Recordings.
McG abandonou a indústria musical para se dedicar à produção dos comerciais da Major League Baseball e da Coca-Cola. McG produziu um comercial para a GAP que lhe rendeu um prêmio no London Film Festival em 1999.
Impressionada com o trabalho de McG, a atriz Drew Barrymore se interessou na produção de um filme das Panteras. McG aceitou produzir o filme após muita persistência e recebeu remuneração de 350.000 dólares pelo filme que foi lançado em 2000 e faturou carca de 250 milhões de dólares em todo mundo. Após a continuação Charlie's Angels: Full Throttle (2003), McG dirigiu o drama We Are Marshall (2006), a quarta parte da série Terminator, Terminator Salvation  (2009) e a comédia de ação This Means War (2012).
Também lançou-se na carreira televisiva, produzindo as séries Fastlane, The O.C., Supernatural, Nikita, Human Target e Chuck.Namora a atriz Bridget Moynahan.
No começo de 2015 foi avisado via Twitter que McG será o diretor do episódio piloto de Shadowhunters, uma serie baseada na saga Os Instrumentos Mortais escrita pela autora Cassandra Clare. 